# Bella degli Abati
Gabriella (Monna Bella) degli Abati, meglio nota come Donna Bella degli Abati (Firenze, XIII secolo – Firenze, 1270-1275 circa), era la madre di Dante Alighieri.

## Biografia
Le poche notizie che sappiamo della sua vita provengono da ricerche d'archivio che hanno dato solo prove "indiziarie" in alcune possibili figure dell'epoca, come nella divisione patrimoniale operata da Pietro e Jacopo Alighieri, figli di Dante, con Francesco, fratellastro del poeta, in un atto notarile del 16 maggio 1330. Presumibilmente apparteneva al casato fiorentino degli Abati, anche se non vi sono notizie certe in proposito. Si è ipotizzato che suo padre fosse il giudice fiorentino Durante degli Abati, da cui il figlio di Bella avrebbe preso il nome - poi abbreviato in Dante. Sposata con Alighiero Alighieri, morì quando Dante aveva 5 o 6 anni, permettendo al padre di sposarsi, tra il 1275 e il 1278, con Lapa di Chiarissimo Cialuffi.
Ricerche più recenti la dicono originaria di un paesino oggi in provincia di Pisa, Montegemoli nel comune di Pomarance. Il cognome "Degli Abati" tipico del luogo dal quale sembra provenisse anche la zia di Dante, Getulia.

## La testimonianza di Boccaccio
Un aneddoto è raccontato dal più famoso biografo di Dante, Giovanni Boccaccio, nella Vita di Dante Alighieri. La madre di Dante, prima di partorirlo, ebbe in sogno la visione profetica del figlio nato sotto un alloro, nei pressi di una fonte. Quando il figliuolo le nacque questi cominciò a nutrirsi delle erbacce che cadevano dall'albero e si dissetava alla fonte fino a trasformarsi in pavone. Questo sogno viene comunemente interpretato come presagio della futura gloria poetica di Dante Alighieri.

## La madre nella Divina Commedia
Dante nelle sue opere non cita mai esplicitamente Bella, ma secondo Walter C. Arensberg, Maud Bodkin, Alice Sperber e altri la vera identità di Beatrice sarebbe da individuarsi nella madre del Poeta.
Ci sono alcuni versi della Commedia in cui Dante fa riferimento alla figura materna e al rapporto affettivo che c'è tra madre e figlio.
Nei vv. 37-42 del XXIII canto dell'Inferno, Dante paragona il gesto compiuto da Virgilio a quello della madre che, resasi conto del pericolo, prende il figlio e scappa pensando alla salute di lui piuttosto che alla propria:
(Dante Alighieri, Divina Commedia, Inferno, XXIII, vv. 37-42)
Nei vv. 121-123 del XXIII canto del Paradiso, Dante paragona il gesto del bambino di allungarsi verso la madre per mostrarle il proprio affetto a quello dei beati che porgono le braccia al cielo in segno di affetto verso Maria:
(Dante Alighieri, Divina Commedia, Paradiso, XXIII, vv. 121-123)
Nei vv. 1-3 del XXIII canto del Paradiso, Dante fa un ulteriore paragone: vede il rivolgersi alla propria guida, Beatrice, come il gesto che un bambino fa verso la persona in cui confida di più, in questo caso la madre:
(Dante Alighieri, Divina Commedia, Paradiso, XXII, vv. 1-3)